# 在日米国商工会議所
在日米国商工会議所（ざいにちべいこくしょうこうかいぎしょ、英語：American Chamber of Commerce in Japan、略称：ACCJ）は、1948年に創立された在日外国商工会議所。

## 概要
米国企業を中心に1000社以上の会員で構成されている。そのミッションを「日米の経済関係の更なる進展、米国企業および会員活動の支援、そして、日本における国際的なビジネス環境の強化」としている。
意見書、パブリック・コメント、出版物、"ワシントンD.C.ドアノック"（ワシントンD.C.の米国政府や政治家を訪問）、"国会ドアノック"（日本の政府や政治家を訪問）などを通じて、日米への政策提言を活発に行なっている。

## 事務所
- 東京：東京都港区虎ノ門 1-17-1 虎ノ門ヒルズビジネスタワー 15階
- 大阪（関西支部）：大阪市北区堂島浜1-1-8
- 名古屋（中部支部）：名古屋市中区丸の内2-11-24

## 現在の理事会メンバー
ACCJの理事会は、選挙および会頭の任命により選出されたメンバーで構成されている。
2023年理事会のメンバーは以下の通り。
| ACCJでの役職   | 氏名                        | 所属企業・団体での役職 |
| -------------- | --------------------------- | --- |
| 会頭           | オム・プラカシュ            | ノースロップグラマンジャパン, チーフエグゼクティブ                                                                           |
| 会長           | 浅井 英里子                 | GEジャパン株式会社、代表取締役                                                                                               |
| 副会頭（東京） | マシューズ 真里             | ニューヨークメロン信託銀行株式会社, 代表取締役副会長兼 社長                                                                  |
| 副会頭（東京） | 大隅 ヴィクター             | デルタ航空会社, 日本地区社長                                                                                                 |
| 副会頭（東京） | ウィリアム・J・スウィントン | テンプル大学ジャパンキャンパス, 国際ビジネスプログラム担当 副学部長                                                          |
| 副会頭（東京） | 杉原 佳尭                   | Netflix 株式会社, ディレクター・公共政策担当                                                                                 |
| 理事（東京）   | メイゲン・バーストウ        | エデルマン・ジャパン株式会社, 代表取締役社長                                                                                 |
| 理事（東京）   | 濱田 いずみ                 | ジョンソン・エンド・ジョンソン 日本法人グループ, バイス プレジデント コーポレートガバメントアフェアーズ＆ポリシー 統括責任者 |
| 理事（東京）   | ハンス・ジョージ・クレム    | 米国研究製薬工業協会, 日本代表                                                                                               |
| 理事（東京）   | 丸山 杏那                   | 日本アイ・ビー・エム株式会社, クライアント・リーダー, ソニー事業部                                                           |
| 理事（東京）   | デイビッド・リチャーズ      | モルガン・スタンレーMUFG 証券株式会社, マネ ージング ディレクター, 社長室長                                                  |
| 理事（東京）   | 井田 充彦                   | 日本マイクロソフト株式会社, 政策渉外ディレクター                                                                             |
| 副会頭（中部） | ロバート・W・ローチ         | 株式会社オークローンマーケティング, 代表取締役 会長 兼 社長                                                                  |
| 理事（中部）   | マーク・ホサン              | ランスタッド株式会社, IT 本部 セキュリティ シニアマ ネージャー                                                               |
| 監査役         | ジュリアン・ベイショア      | ボド・メラー・ケミー・ジャパン株式会社, 代表取締役社長                                                                       |
| 副会頭（関西） | 川上 次郎                   | 合同会社日本 MGM リゾーツ, バイスプレジデント 兼 社長補佐                                                                    |
| 理事（関西）   | シモーネ・トムセン          | 日本イーライリリー株式会社 代表執行役社長                                                                                    |
| 監査役         | クリストファー・クラーク    | JW マリオット・ホテル奈良, 総支配人                                                                                          |

## 会頭
- グレン・S・フクシマ（1998年〜1999年）
- ロバート・F・グロンディン（2000年〜2001年）
- ドナルド・P・ケナック（2002年）
- ランス・リー（2003年）
- デビー・ハワード（2004年〜2005年）
- チャールズ・レイク（2006年〜2007年、アメリカンファミリー生命保険会社会長）
- アラン・スミス（2008年、AIGカンパニーズ日本・韓国地域担当ゼネラルカウンセル）
- トーマス・W・ウィッソン（2009年〜2010年、KPMG FAS Co., Ltd. トランザクションサービス パートナー）
- マイケル・アルファント（2011年〜2012年、フュージョンシステムズグループ会長兼CEO）
- ローレンス・W・ベイツ（2013年、日本GE グローバル・グロース&オペレーション ゼネラル・カウンセル）
- ジェイ・ポナゼッキ（第54代：2014年〜2015年、モリソン・フォースター）
- クリストファー・J・ラフルアー（第55代：2016年〜2017年、マクラーティ・アソシエイツ）[4]
- サシン・N・シャー（第56代：2018年〜2019年、メットライフ生命保険株式会社代表執行役 会長 社長 最高経営責任者）[5][6]
- ピーター・フィッツジェラルド（第58代：2020年、グーグル合同会社 日本法人代表）[7]
- ジェニフ ァー・ロジャーズ（第59代：2021年、アシュリオン　アジア法律顧問）[8]
- オム・プラカシュ（第60代：2022年~、ノースロップ・グラマン・ジャパン チーフ エグゼクティブ）[9] [10]

（所属企業および役職名は在籍当時）

## パーソン・オブ・ザ・イヤー
在日米国商工会議所がその年に米日経済関係の発展に大きく貢献した人を表彰するもの。1996年創設。
| 開催回 | 受賞年 | 受賞者氏名              | 受賞時の役職                                                     |
| ------ | ------ | ----------------------- | ---------------------------------------------------------------- |
| 第1回  | 1996年 | ウォルター・モンデール  | 第24代駐日米国大使                                               |
| 第2回  | 1997年 | 小林陽太郎              | 富士ゼロックス株式会社 代表取締役会長                            |
| 第3回  | 1998年 | 石原秀夫                | ゴールドマン・サックス証券会社 会長                              |
| 第4回  | 1999年 | 稲盛和夫                | 京セラ株式会社 取締役名誉会長、第二電電株式会社 取締役名誉会長   |
| 第5回  | 2000年 | トーマス・フォーリー    | 第25代駐日米国大使                                               |
| 第6回  | 2001年 | 宮内義彦                | オリックス株式会社 会長                                          |
| 第7回  | 2002年 | 八城政基                | 株式会社新生銀行 代表取締役社長                                  |
| 第8回  | 2003年 | 茂木友三郎              | キッコーマン株式会社 代表取締役社長                              |
| 第9回  | 2004年 | ハワード・ベーカー      | 第26代駐日米国大使                                               |
| 第10回 | 2005年 | 西室泰三                | 株式会社東芝 相談役、株式会社東京証券取引所 代表取締役社長兼会長 |
| 第11回 | 2006年 | 奥田碩                  | トヨタ自動車株式会社 取締役相談役                                |
| 第12回 | 2007年 | 竹中平蔵                | 慶應義塾大学教授、グローバルセキュリティ研究所所長               |
| 第13回 | 2008年 | J・トーマス・シーファー | 第27代駐日米国大使                                               |
| 第14回 | 2009年 | 山本正                  | 日本国際交流センター理事長                                       |
| 第15回 | 2010年 | 黒川清                  | 政策研究大学院大学教授、NPO日本医療政策機構代表理事              |
| 第16回 | 2011年 | 三木谷浩史              | 楽天株式会社 代表取締役会長兼社長                                |
| 第17回 | 2012年 | ジョン・V・ルース       | 第28代駐日米国大使                                               |
| 第17回 | 2012年 | スーザン・H・ルース     | 弁護士、ジョン・V・ルース駐日米国大使夫人                        |
| 第18回 | 2013年 | 張富士夫                | トヨタ自動車株式会社 名誉会長                                    |
| 第19回 | 2014年 | 林文子                  | 横浜市長                                                         |
| 第20回 | 2015年 | ウェンディ・カトラー    | アジア協会政策研究所副所長、ワシントンDC事務所所長               |
| 第21回 | 2016年 | キャロライン・ケネディ  | 第29代駐日米国大使                                               |
| 第22回 | 2017年 | 斉藤惇                  | 日本取引所グループ前最高経営責任者                               |